# Космос-2423
Космос-2423 је један од преко 2400 совјетских вјештачких сателита лансираних у оквиру програма Космос.
Космос-2423 је лансиран са космодрома Тјуратам, Бајконур, Казахстан, 14. септембра 2006. Ракета-носач Сојуз је поставила сателит у орбиту око планете Земље. 